# Pholidotamorpha
Pholidotamorpha zijn een groep van zoogdieren die de schubdieren (Pholidota) en de uitgestorven Palaeanodonta omvat. Het vormt samen met de Pan-Carnivora de Ferae binnen de placentadieren.
De eerste vormen uit de Pholidotamorpha verschenen in het Paleoceen. De eerste schubdieren ontwikkelden zich tijdens het Eoceen.

## Indeling
- Pholidotamorpha
  - Orde Pholidota
    - †Euromanis
    - †Eurotamandua
    - †Eomanis
    - Familie †Patriomanidae
    - Familie Manidae

  - Orde †Palaeanodonta
    - Familie †Escavadodontidae
    - Familie †Epoicotheriidae
    - Familie †Metacheiromyidae
    - Familie †Ernanodontidae

Cloacadieren · Opossums · Paucituberculata · Microbiotheria · Roofbuideldieren · Buideldassen · Buidelmollen · Klimbuideldieren · Tenreks en goudmollen · Springspitsmuizen · Buistandigen · Klipdasachtigen · Slurfdieren · Zeekoeien · Luiaards en miereneters · Gordeldierachtigen · Insecteneters · Vleermuizen · Schubdierachtigen · Roofdieren · Onevenhoevigen · Evenhoevigen · Walvissen · Knaagdieren · Haasachtigen · Huidvliegers · Toepaja's · Primaten